# Кавалерийска инспекция
Кавалерийска инспекция е специално учреждение на Военното министерство или изпълнителен орган на министерството по отношение на кавалерийската част в мирно време.

## История
На 1 януари 1890 г., с указ №3 при Военното министерство се учредява „Управление на инспектора на кавалерията“, на 1 януари 1892 г е преименувано на „Управление на кавалерийската дивизия“, а 6 години по-късно указ №1 от 1 януари 1898 година е управлението е преименувано на „Кавалерийска инспекция“. с основна задача да извършва реорганизации в кавалерийските части, както и да организира обучението и възпитанието на личния състав и снабдяването на кавалерията с коне. От 1905 година към инспекцията се формира ремонтно отделение, което се грижи за отчетността и снабдяване с коне на всички конни части.

## Инспектори на кавалерията
| №  | звание        | име                 | дати                              | бележки                                  |
| -- | ------------- | ------------------- | --------------------------------- | ---------------------------------------- |
| 1. | Майор         | Христо Петрунов     | 1 март 1890 – 14 февруари 1900    |                                          |
| 2. | Генерал-майор | Върбан Винаров      | март 1900 – май 1908              |                                          |
| 3. | Генерал-майор | Петър Марков        | май 1908 – 1 април 1910           |                                          |
| 4. | Генерал-майор | Атанас Назлъмов     | 1 април 1910 – 5 август 1913      |                                          |
| 5. | Полковник     | Петър Салабашев     | 5 август 1913 – 30 септември 1913 | изпълняващ длъжността                    |
| 6. | Полковник     | Александър Танев    | 30 септември 1913 – октомври 1915 |                                          |
|    | Генерал-майор | Иван Колев          | 13 май 1916 – юли 1917            |                                          |
|    | Полковник     | Тодор Марков        | юли 1917 – 20 октомври 1919       |                                          |
|    | Генерал-майор | Иван Табаков        | до 1 януари 1920                  | Инспектор на конницата                   |
|    | Полковник     | Паун Бананов        | 1 декември 1919 – 1 януари 1921   | изпълняващ длъжността                    |
|    | Полковник     | Александър Кисьов   | 8 декември 1920 – 18 юли 1928     | Инспектор на конницата                   |
|    | Полковник     | Петко Златев        | 1928 – 1934                       |                                          |
|    | Полковник     | Константин Златанов | 1934 – 1935                       |                                          |
|    | Полковник     | Никола Подгоров     | 1935 – 1936                       | Инспектор на конницата                   |
|    | Полковник     | Атанас Жилков       | октомври 1936 – октомври 1941     | Инспектор на конницата                   |
|    | Генерал-майор | Петър Пенев         | 1942                              | безследно изчезнал след 9 септември 1944 |
|    | Генерал-майор | Марко Колев         | 1944 – 1944                       | Инспектор на конницата                   |
|    | Генерал-майор | Георги Генев        | 1944 – 13 септември 1944          |                                          |
|    | Генерал-майор | Марко Атанасов      | 13 септември 1944 – 1 януари 1946 |                                          |
|    | Полковник     | Тодор Пармаков      | 1 януари 1946 – 1 март 1946       |                                          |

## Наименования
- Управление на инспектора на кавалерията (1 януари 1890 – 1 януари 1892)
- Управление на кавалерийската дивизия (1 януари 1892 – 1 януари 1898)
- Кавалерийска инспекция (от 1 януари 1898 г.)